# Афанасій (Соколов)
Архієпископ Афанасій (в миру Андрій Григорович Соколов; 27 червня (9 липня) 1801, місто Буй, Костромська губернія — †1 (13) січня 1868, Казань) — великоруський релігійний діяч, який очолював Харківський колегіум та Чернігівську духовну семінарію, єпископ Російської православної церкви, архієпископ Казанський та Свіязький.

## Життєпис
Закінчив Костромську духовну семінарію, у липні 1821 поступив до Санкт-Петербурзької духовної академії.
22 серпня 1825 — після закінчення курсу академії пострижений в чернецтво; 29 серпня призначений бакалавром академії; 8 вересня посвячений в ієромонаха; 17 грудня отримав ступінь кандидата богослов'я.
30 січня 1826 — призначений інспектором Псковської духовної семінарії; 23 жовтня отримав звання магістра.
3 квітня 1827 — зведений в сан архімандрита і призначений настоятелем Спасо-Мирозького монастиря.
28 серпня 1828 — призначений ректором та професором Харківського колегіуму.
Квітень 1830 — ректор Чернігівської духовної семінарії; 11 червня призначений настоятелем Єлецького Успенського монастиря.
29 квітня 1832 — ректор Тверської духовної семінарії та настоятель Калязіна Троїцького монастиря.
7 березня 1838 — ректор Санкт-Петербурзької духовної семінарії та архімандрит Ярославського Толгського монастиря, з 5 серпня — член духовно-цензурного комітету.
25 червня 1841 — хіротонія в єпископа Томського та Єнисейського.
Під час керування Томською єпархією взяв участь у хресних ходах, що здійснювалися із села Семілужного до Томську. Відстань складала 29 верст.
24 грудня 1853 — архієпископ Іркутський та Нерченський.
3 листопада 1856 — архієпископ Казанський та Свіязький.
9 листопада 1866 — звільнений на покій до Введенського монастиря.
Займався науковими працями, зокрема перекладами. Переклав зі слов'янської Четьї-Мінеї святителя Димитрія Ростовського, переклав усі твори святителей Іринея Ліонського та Григорія Ниського.
Помер 2 січня 1868. Похований під головним вівтарем Казанського катедрального собору.